# Lưu Thi Thi
Lưu Thi Thi (sinh ngày 10 tháng 3 năm 1987) là một nữ diễn viên người Trung Quốc. Cô tốt nghiệp khoa múa ba lê của Học viện múa Bắc Kinh, nhưng sau đó cô chuyển hướng trở thành diễn viên và thành công với vai diễn Mã Nhĩ Thái Nhược Hy trong Bộ bộ kinh tâm, bộ phim truyền hình mà cô đóng cặp với Ngô Kỳ Long.

## Tiểu sử
Lưu Thi Thi sinh ra tại khu Tuyên Vũ (nay là quận Tây Thành), Bắc Kinh trong gia đình có truyền thống ca kịch. Ông nội là Lưu Điền Lợi (刘田利) người gốc ở Vô Lệ, Sơn Đông được biết đến với tên gọi "Cổ Gia Thái Đẩu", là nghệ sĩ trình diễn nghê thuật hí kịch Tây Hà Cổ Lâu nổi tiếng. Bà nội của Lưu Thi Thi là Vương Tú Vinh (王秀荣), con gái của thầy dạy ông Lưu Điền Lợi.
Cha của Thi Thi là Lưu Giang (刘江) con thứ 2 trong gia đình. Cả cha và mẹ Lưu Thi Thi đều làm công nhân nhà máy, sau này mẹ cô về hưu sớm vì lý do sức khỏe và cha cô theo con đường kinh doanh.
Mẹ của Lưu Thi Thi yêu thích múa ba lê nên đã cho con gái theo học múa nghiệp dư tại Vũ đoàn Balê Trung Quốc (中央芭蕾舞团).
Cô đỗ trường Nghệ thuật Bắc Kinh vào năm lớp 4, nay là Cao đẳng Kịch nghệ Bắc Kinh (Beijing Opera and Arts College).
Năm 2002, sau 5 năm theo học cao đẳng múa, cô thi đỗ vào khoa múa ballet của Học viện Múa Bắc Kinh khi 15 tuổi. Nhưng do điều kiện sức khỏe hạn chế, cô dần từ bỏ ước mơ ban đầu là trở thành vũ công ballet và dự định sẽ trở thành giáo viên dạy ballet sau khi tốt nghiệp.

## Đời tư
Ngày 13 tháng 11 năm 2013, Lưu Thi Thi và Ngô Kỳ Long chính thức công khai hẹn hò. Sau khi cả 2 hợp tác trong phim truyền hình Bộ Bộ Kinh Tâm bắt đầu phát sóng vào ngày 10 tháng 9 năm 2011. Ngoài đời thật, Ngô Kỳ Long lớn hơn Lưu Thi Thi 17 tuổi.
Ngày 20 tháng 1 năm 2015, cô và nam diễn viên Ngô Kỳ Long thông báo qua tài khoản weibo cá nhân xác nhận về việc cả hai đã hoàn tất thủ tục đăng ký kết hôn tại Bắc Kinh.
Tháng 2 năm 2016, cặp đôi đã thực hiện bộ ảnh cưới tại New Zealand.
Ngày 20 tháng 3 năm 2016, Lưu Thi Thi và Ngô Kỳ Long chính thức tổ chức hôn lễ tại đảo Bali, Indonesia.
Ngày 27 tháng 4 năm 2019, Ngô Kỳ Long xác nhận Lưu Thi Thi đã hạ sinh con trai đầu lòng tại Đài Loan, em bé có biệt danh là Bộ Bộ (步步).

## Sự nghiệp
- Năm 2004, cô đóng vai nữ chính trong phim truyền hình Nguyệt Ảnh Phong Hà, bắt đầu bước chân vào làng giải trí.
- Năm 2007, tham gia phim Thiếu niên dương gia tướng.
- Năm 2007, cô đóng vai nữ chính Thập tứ nương trong phim Liêu Trai Kỳ Nữ.
- Năm 2008, trong Anh hùng xạ điêu, Lưu Thi Thi đóng vai Mục Niệm Từ.
- Năm 2009 cô đóng vai Long Quỳ trong Tiên kiếm 3, dần được nhiều người biết đến.
- Năm 2010 cô vào vai Doãn Song Song ca kỷ dịu dàng trong Bạch Xà Hậu Truyện, Triệu Gia Nghi trong Thiên Nhai Chức Nữ.
- Năm 2011, với vai chính Mã Nhĩ Thái Nhược Hy trong Bộ bộ kinh tâm. Đây là bộ phim làm nên tên tuổi của Lưu Thi Thi và giúp cô nên duyên với bạn diễn Ngô Kỳ Long (vai Tứ gia).
- Năm 2011, Lưu Thi Thi đóng Yến Tam Nương trong Quái hiệp Nhất Chi Mai; Sophia trong Mộng Hồi Lộc đỉnh ký cô được giới truyền thông quan tâm.
- Năm 2012, được bình chọn là "Nữ Thần Kim Ưng", và được giới sinh viên Trung Quốc yêu thích nhất. Tiếp tục được bình chọn là một trong tứ tiểu hoa đán cùng với Thích Vy, Đường Yên, Dương Mịch.
- Năm 2012, qua vai diễn Thác Bạt Ngọc Nhi trong phim Hiên Viên kiếm - Thiên chi ngân, Lưu Thi Thi giành được nhiều khen ngợi. Cũng từ năm 2012, Lưu Thi Thi bắt đầu chuyển sang điện ảnh với các phim như: Bất Nhị Thần Thám 2013, Phi Ngư Phục Tú Xuân Đao, Năm Phút Trước Nửa Đêm,...
- Năm 2013, cô được bình chọn là một trong tứ tiểu hoa đán cùng Dương Mịch, Dương Dĩnh và Nghê Ny.
- Năm 2015, được bình chọn một trong tứ tiểu hoa đán cùng Triệu Lệ Dĩnh, Trịnh Sảng, Đường Yên.
- Năm 2016, bộ phim Nữ Y Minh Phi Truyện đóng cùng Hoắc Kiến Hoa được chiếu ở đại lục, đạt tỷ suất 5,118% khiến Lưu Thi Thi có ảnh hưởng rộng rãi hơn. Cùng năm, cô đóng chính trong bộ phim truyền hình Thanh Xuân Năm Ấy Chúng Ta Vừa Gặp Gỡ cùng Trịnh Khải.
- Năm 2017, cô tiếp tục vào vai Phượng Khanh Trần trong phim Túy Linh Lung đóng cùng Trần Vỹ Đình.
- Năm 2019, sau thời gian ở ẩn thực hiện thiên chức làm mẹ, Lưu thi Thi tái xuất với vai nữ chính Lý Tư Vũ trong bộ phim truyền hình Tôi Thân Yêu hợp tác cùng nam diễn viên Chu Nhất Long.
- Năm 2020 , Lưu Thi Thi hợp tác cùng "nữ hoàng phòng vé" Nghê Ni với vai Tưởng Tôn Nam trong bộ phim ngôn tình hiện đại chuyển thể từ tiểu thuyết bách hợp Lưu Kim Tuế Nguyệt
- Năm 2021, Lưu Thi Thi trở lại với vai Tống Khánh Linh trong bộ phim 1921 .  Nội dung 1921 thuộc thể loại dân quốc được đầu tư sản xuất hoành tráng, có sự góp mặt của rất nhiều diễn viên nổi bật của Cbiz. Các diễn viên nổi bật trong bộ phim có thể kể đến như Nghê Ni, Chu Nhất Long, Lưu Hạo Nhiên, Vương Tuấn Khải, Vương Nguyên, Triệu Lộ Tư, Đồng Lệ Á,  Trương Tuyết Nghênh, Âu Dương Na Na, ...

## Giải thưởng

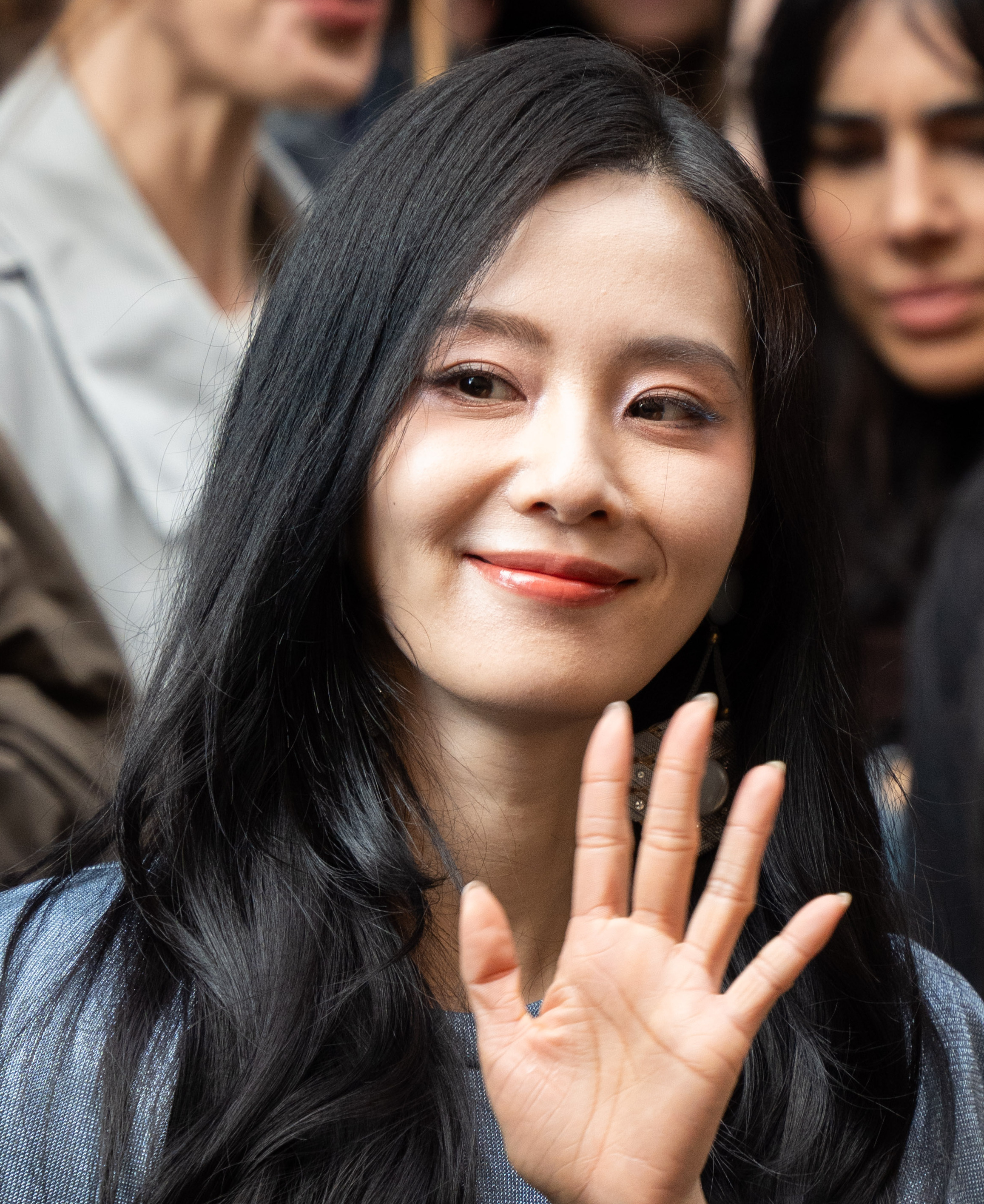
Lưu Thi Thi vào năm 2024.

- 2011: Quốc kịch Thịnh Điển (Giải thưởng đặc biệt của năm của truyền thông về sự nổi bật).
- 2011: Đài Truyền hình Nam Ninh [Nữ diễn viên được yêu thích nhất hàng năm].
- 2011: Chiết Giang-Trung Quốc Liên hoan phim truyền hình 10 bộ phim được yêu thích nhất và [Nữ diễn viên hàng năm được yêu thích nhất].
- 2011: Lễ trao giải mạng truyền hình Tudou [Nữ diễn viên nổi tiếng nhất năm].
- 2011: Lễ trao giải Tân thế lực điện ảnh và truyền hình-[Giải thế lực mới được hầu hết giới truyền thông chú ý].
- 2011: Quỹ xóa đói giảm nghèo Trung Quốc tổ chức trao giải [Đại sứ được yêu thích nhất do Quỹ xóa đói giảm nghèo tổ chức].
- 2011: Liên hoan phim truyền hình mùa thu Sohu [Nữ diễn viên lừng danh nhất trên mạng].
- 2011: Lễ kỷ niệm của Youku đại kịch [Nữ diễn viên nổi tiếng được yêu thích nhất].
- 2011: [Cặp đôi được yêu thích nhất trên màn ảnh lễ trao giải Liên hoan phim truyền hình mùa thu Sohu] Lưu Thi Thi-Ngô Kỳ Long.
- 2011: Lễ trao giải ngôi sao Tencent lần thứ 6 [Nữ diễn viên phim truyền hình được yêu thích nhất].
- 2011: Truyền hình sinh viên thường niên [Nữ diễn viên truyền hình được sinh viên yêu thích nhất].
- 2011-2012: [Baidu tieba Đại sứ được yêu thích nhất]
- 2012: Quốc kịch Thịnh Điển (Lễ trao giải thưởng kịch toàn quốc) [Nữ diễn viên nổi tiếng xuất sắc nhất].
- 2012: Liên hoan phim Truyền hình quốc tế Seoul lần thứ 7 [Bộ phim nước ngoài được yêu thích nhất] « Bộ Bộ Kinh Tâm ».
- 2012: Liên hoan phim truyền hình Thượng Hải lần thứ 18 [Nữ diễn viên được khán giả yêu thích nhất và tìm kiếm nhiều nhất trên Internet].
- 2013: Baidu Phất Điểm [Nữ diễn viên được yêu thích nhất].
- 2013: Tạp chí BQ Bảng danh sách hồng nhân [Nữ diễn viên nổi tiếng có ảnh hưởng nhất trong năm].
- 2014: Đêm Tân Lãng weibo [Nữ hoàng Weibo] (15/1/2014).
- 2014: [Quốc kịch Thịnh Điển]- Nữ diễn viên có tính thương mại cao nhất
- 2015: Một Trong tứ tiểu Hoa Đán của Trung Quốc
- 2016: Hội nghị sản xuất phim điện ảnh thường niên được tổ chứa tại Thượng Hải vào 8/3/2016. Thi nhận giải nữ diễn viên có sức ảnh hưởng nhất của năm.
- 2017: Trong "Lễ trao giải phim truyền hình chất lượng 2017" của Đông Phương Vệ Thị diễn ra tại Thượng Hải chiều tối ngày 26/2/2017. Lưu Thi Thi đã đạt được giải thưởng "Ngôi sao truyền hình có sức ảnh hưởng của năm"
- 2018:Tại đêm hội weibo diễn ra vào ngày 18/01/2018 Lưu Thi Thi nhận được danh hiệu "Nữ thần weibo" của năm
- 2019: Tại sự kiện COSMO nhận giải thưởng "Nhân vật truyền thừa mộng tưởng của năm"

Đề cử:
- 2012: Bạch Ngọc Lan - Nữ diễn viên chính xuất sắc nhất

## Danh sách phim

### Phim điện ảnh
| Năm  | Tựa đề                               | Tựa đề gốc       | Vai                     |
| ---- | ------------------------------------ | ---------------- | ----------------------- |
| 2009 | Mộng ảo Tru Tiên                     | 夢幻誅仙         | Liễu Tiêu Tiêu / Mạc Ly |
| 2011 | Phép lạ kế tiếp                      | 下一個奇跡       | Gia Nghi                |
| 2011 | Mộng hồi Lộc Đỉnh ký                 | 夢迴鹿鼎記       | Sophia Alekseyevna      |
| 2012 | Đồng thoại buồn                      | 伤心童话         | Dương Giai              |
| 2013 | Bất nhị thần thám                    | 不二神探         | Lưu Kim Thủy            |
| 2013 | Về lại nơi tình yêu bắt đầu          | 爱开始的地方     | Kỷ Nhã Thanh            |
| 2014 | Năm phút trước nửa đêm               | 深夜前的五分钟   | Nhược Lam/ Như Hồng     |
| 2014 | Tú xuân đao                          | 绣春刀           | Châu Diệu Đồng          |
| 2016 | Tâm lý tội phạm - Ánh sáng thành phố | 心理罪之城市之光 | Mễ Nam                  |
| 2017 | Hạnh phúc của thiên sứ               | 天使的幸福       | Hiểu Hàm                |
| 2021 | 1921                                 | 1921             | Tống Khánh Linh         |

### Phim truyền hình
| Năm  | Tựa đề                                                                        | Vai                                | Bạn Diễn                    |
| ---- | ----------------------------------------------------------------------------- | ---------------------------------- | --------------------------- |
| 2005 | Nguyệt ảnh phong hà                                                           | Diệp Phong Hà                      |                             |
| 2006 | Lục Tiểu Phụng                                                                | Tôn Tú Thanh                       |                             |
| 2006 | Phi hoa như điệp                                                              | Kỳ Nhi                             |                             |
| 2006 | Thiếu niên Dương gia tướng                                                    | La Thị Nữ                          | Hồ Ca                       |
| 2007 | Liêu Trai kỳ nữ                                                               | Thập Tứ Nương                      |                             |
| 2008 | Anh hùng xạ điêu                                                              | Mục Niệm Từ                        | Lâm Y Thần Hồ Ca Viên Hoằng |
| 2009 | Tiên kiếm kỳ hiệp 3                                                           | Long Quỳ                           | Hồ Ca                       |
| 2009 | Ỷ Thiên Đồ Long ký                                                            | Hoàng Sam Nữ                       | Đặng Siêu An Dĩ Hiên        |
| 2009 | Bạch Xà hậu truyện                                                            | Doãn Song Song                     |                             |
| 2010 | Thiên nhai chức nữ                                                            | Triệu Gia Nghi                     | Viên Hoằng Trương Quân Ninh |
| 2011 | Quái hiệp Nhất Chi Mai                                                        | Yến Tam Nương                      | Hoắc Kiến Hoa               |
| 2011 | Bộ bộ kinh tâm                                                                | Mã Nhĩ Thái Nhược Hy / Trương Hiểu | Ngộ Kỳ Long                 |
| 2012 | Hiên Viên kiếm - Thiên chi ngân                                               | Thác Bạt Ngọc Nhi                  | Tưởng Kình Phu              |
| 2012 | Hạnh phúc của thiên sứ                                                        | Lý Hiểu Hàm                        | Minh Đạo                    |
| 2012 | Tinh trung Nhạc Phi                                                           | Cao Dương Thị                      | Lâm Tâm Như                 |
| 2012 | Bộ bộ kinh tình                                                               | Trương Hiểu / Lam Lan              | Ngô Kỳ Long                 |
| 2013 | Vi sư sắc sảo                                                                 | Lộ Vân Phi                         | Ngô Kỳ Long                 |
| 2013 | Viện dệt hoàng cung                                                           | Công chúa Gia Nghi                 | Trương Quân Ninh            |
| 2013 | Xin lỗi anh yêu em                                                            | Lưu Vũ Đình                        |                             |
| 2014 | Phong trung kỳ duyên/ Kỳ duyên trong gió/ Đại mạc dao (Tinh Nguyệt truyền kỳ) | Cẩn Du/ Tân Nguyệt                 | Bành Vu Yến Hồ Ca           |
| 2016 | Nữ y Minh phi truyện (Nữ thần y)                                              | Đàm Doãn Hiền / Hàng Doãn Hiền     | Hoắc Kiến Hoa Hoàng Hiên    |
| 2016 | Lê minh quyết chiến (Quyết chiến trước binh minh)                             | Tống Hồng Lăng                     | Vương Thiên Huyên           |
| 2016 | Thanh xuân năm ấy chúng ta vừa gặp gỡ                                         | Lưu Đình                           | Trịnh Khải                  |
| 2016 | Nếu có thể yêu như vậy                                                        | Bạch Khảo Nhi                      | Đồng Đại Vỹ                 |
| 2016 | Túy linh lung                                                                 | Phượng Khanh Trần                  | Trần Vỹ Đình                |
| 2019 | Tôi thân yêu                                                                  | Lý Tư Vũ                           | Chu Nhất Long               |
| 2020 | Lưu kim tuế nguyệt                                                            | Tưởng Nam Tôn                      | Nghê Ni                     |
| 2023 | Nhất niệm quan sơn                                                            | Nhậm Như Ý                         | Lưu Vũ Ninh                 |
| 2025 | Chưởng Tâm                                                                    |                                    | Đậu Kiêu                    |
| 2025 | Hoài Thủy Trúc Đình                                                           | Đông Phương Hoài Trúc              | Trương Vân Long             |

### Khách mời đóng MV
| Năm  | Tựa đề                       | Nghệ sĩ    |
| ---- | ---------------------------- | ---------- |
| 2004 | Lạc hoa chi dạ               | Thiệu Binh |
| 2004 | Lúc gió lạnh nhất            | Thiệu Binh |
| 2008 | Hãy yêu đi                   | Hồ Ca      |
| 2009 | Tình yêu đã rời bỏ một người |            |

## Danh sách đĩa hát
| Năm  | Tựa đề                                                                                                 |
| ---- | --- |
| 2011 | Nhạc phim Bộ bộ kinh tâm (Mùa em chờ mong), (步步驚心) Nhạc phim Ánh Sáng Thành phố (Hà Giả Bàn Nhược) |